# Eenden
Eend is de algemene naam voor een aantal soorten vogels uit de familie van eendachtigen (Anatidae). Alle soorten uit de Anatidae worden "eenden" genoemd, behalve de soorten uit de onderfamilie Anserinae, de ganzen en zwanen. Eenden zijn hoofdzakelijk aquatische vogels, meestal kleiner dan hun verwanten, de zwanen en de ganzen, met een kortere nek, en kunnen in zowel zoet als zout water worden gevonden. De Tadorninae, waartoe onder andere de bergeend behoort, houden qua formaat het midden tussen een gans en een eend.
Eenden worden soms verward met verscheidene soorten niet verwante vogels met gelijkaardige vormen, zoals duikers, futen, rallen, koeten en waterhoentjes. Soms wordt met "eend" alleen vrouwtjeseenden bedoeld. Een mannetjeseend heet een "woerd". Een jonge eend wordt pijltje (soms piel) genoemd; in het algemeen worden jongen van kippen en eenden ook wel "pulletje" of "pulleke" genoemd. Een woerd van de wilde eend, de meest voorkomende soort, is naast de kleur ook te herkennen aan enkele gekrulde veren op de staart (dit is niet altijd zichtbaar).

## Eigenschappen
Eenden zijn watervogels. Ze hebben zwemvliezen en waterafstotende veren. De vrouwtjes bekleden het nest meestal met dons dat ze uit hun borst plukken. De jongen zijn nestvlieders: ze verlaten het nest spoedig na het uitkomen. Eenden ruien hun slag- en staartpennen tegelijkertijd, zodat ze ongeveer een maand niet kunnen vliegen. Deze rui vindt plaats meteen na het broedseizoen. Bij de meeste soorten hebben de mannetjes een kleurig broedkleed, de vrouwtjes daarentegen schutkleuren. Alleen tijdens de korte ruiperiode hebben de mannetjes ook een camouflerend verenkleed (eclipskleed).
Eenden eten verschillende soorten voedsel, waaronder grassen, waterplanten, vissen en insecten. Het geluid dat door eenden wordt gemaakt wordt "snateren", "kwaken" of "kwekken" genoemd.
Mannetjes van noordelijke soorten hebben vaak opvallend gevederte.
Sommige soorten eenden, hoofdzakelijk die in de gematigde en noordpoolgebieden, migreren; andere soorten doen dit niet en blijven het hele jaar in hetzelfde gebied. Weer andere soorten, in het bijzonder in Australië waar de regenval fragmentarisch en onregelmatig is, zijn nomadisch en zoeken tijdelijke meren en poeltjes op die zich na zware regen vormen.

## Taxonomie
De eenden zijn ingedeeld in verschillende onderfamilies van de eendachtigen en vertegenwoordigen dus niet een vast taxon. Hier volgt de indeling van de vogels die als eenden bekendstaan:
Familie eendachtigen (Anatidae)
- Onderfamilie: Dendrocygninae
  - Geslacht: Dendrocygna (Fluiteenden)
- Onderfamilie: Anatinae
  - Geslachten: Salvadorina, Malacorhynchus, Aix, Pteronetta, Cairina, Chenonetta, Nettapus, Amazonetta, Callonetta, Anas (grondeleenden), Marmaronetta, Netta, Aythya (duikeenden), Polysticta, Somateria (eidereenden), Histrionicus, Melanitta, Clangula, Mergellus, Bucephala, Lophodytes, Mergus (zaagbekken), Heteronetta, Biziura, Oxyura
- Onderfamilie: Tadorninae
  - Geslachten: Hymenolaimus, Merganetta, Tachyeres, Sarkidiornis, Tadorna (bergeend)
- Onderfamilie: Stictonettinae
  - Geslacht: Stictonetta

## Soorten
Enkele bekende eendensoorten zijn:
- Grondeleenden

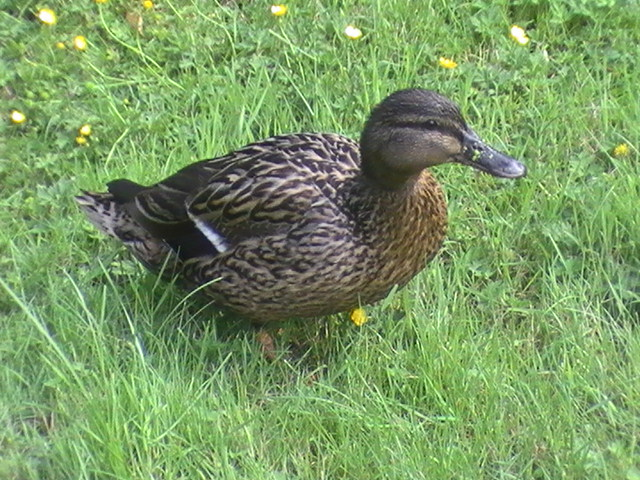
Een jonge wilde eend in het gras
(Anas platyrhynchos)

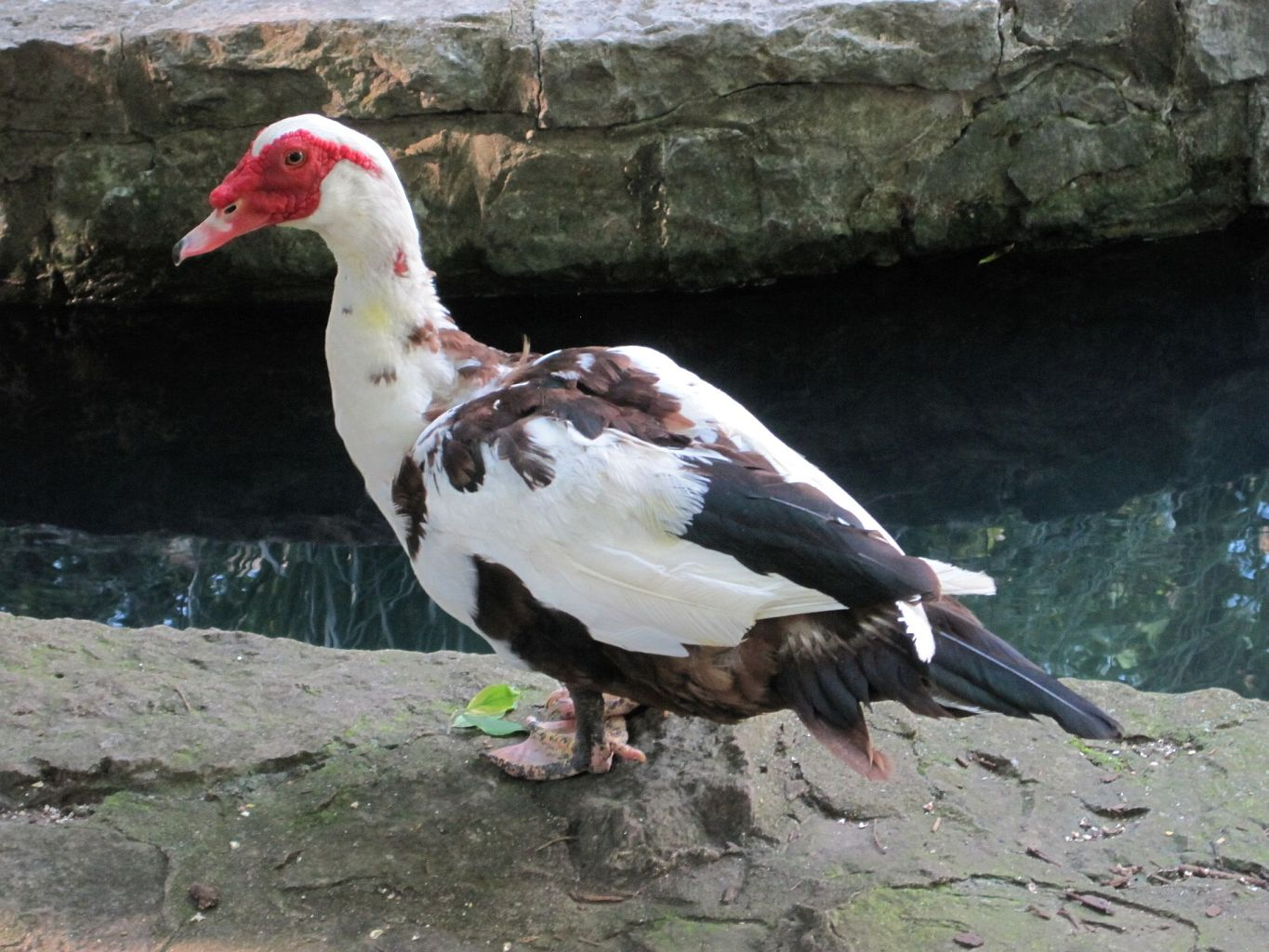
Muskuseend; vaak te zien op kinderboerderijen
(Cairina moschata)

  - Amerikaanse smient Anas americana
  - Carolina-eend of houteend Aix sponsa
  - Hartlaubs eend Pteronetta hartlaubii
  - Hollandse kwaker, onderras van Anas platyrhynchos
  - Krakeend Anas strepera
  - Mandarijneend Aix galericulata
  - Muskuseend Cairina moschata
  - Pijlstaart Anas acuta
  - Slobeend Spatula clypeata
  - Smient Mareca penelope
  - Wilde eend Anas platyrhynchos
  - Wintertaling Anas crecca
  - Zomertaling Spatula querquedula
- Duikeenden
  - Brilduiker Bucephala clangula
  - Eidereend Somateria mollissima
  - Grote zee-eend Melanitta fusca
  - IJseend Clangula hyemalis
  - Krooneend Netta rufina
  - Kuifeend Aythya fuligula
  - Roodkopeend Aythya americana
  - Tafeleend Aythya ferina
  - Topper Aythya marila
  - Witkopeend Oxyura leucocephala
  - Witoogeend Aythya nyroca
  - Zwarte zee-eend Melanitta nigra
- Fluiteenden
  - Eytonfluiteend Dendrocygna eytoni
  - Gele fluiteend Dendrocygna bicolor'
  - Gevlekte fluiteend Dendrocygna guttata
  - Zwartbuikfluiteend Dendrocygna autumnalis
  - Zwervende fluiteend Dendrocygna arcuata

## Eend en mens
In vele gebieden werd op wilde eenden gejaagd voor het vlees of voor het vermaak. Meestal gebeurde dit door de dieren te schieten; vroeger werden daarnaast eendenkooien gebruikt. Eendenvlees en -eieren worden in veel landen geconsumeerd, wat bijvoorbeeld blijkt uit het gerecht pekingeend. Donzen dekbedden bestaan uit de onderveren van de eidereend. Het wordt bijeengezocht uit hun nesten in voortplantingsgebieden waar de eenden de veren gebruiken om hun nesten te bedekken. De eendenjacht is onder een kleine groep nog steeds een populair tijdverdrijf in Nederland, maar wordt zelden commercieel gedaan. Naast de mens zijn ratten de grootste vijanden van eenden.
Tegenwoordig leven eenden vaak juist dicht in de buurt van mensen, zoals bij water in de bebouwde kom van dorpen en steden en worden de eenden niet meer gejaagd, maar gezien als leuke aanvulling op de leefomgeving. Zo vinden sommigen, en met name ook kinderen, het leuk om "de eendjes te voeren" met overgebleven oud brood. Vogelbeschermingsgroepen voeren wel een pleidooi voor het matigen van dit gebruik: hoewel een beetje brood niet schadelijk is voor eenden, krijgen eenden die overmatig brood eten niet genoeg voedingsstoffen binnen, en kan het schadelijk zijn voor hun immuunsysteem. Daarnaast vervuilen overgebleven broodresten het water waar de eenden in verblijven, waardoor ziekteverwekkers en algen sneller groeien. Het afwisselen van brood met erwten of maïs zou gezond zijn voor de eenden.
Eenden zijn over het algemeen ongevaarlijk voor mensen, maar kunnen zich in grote groepen ophouden en schade aan gewassen veroorzaken. Sporadisch kan er op eenden gejaagd worden om grote groepen te verjagen. In gebieden waar jagen niet mogelijk is kunnen boeren hekken met gaas plaatsen om eenden buiten te houden.

Eendjes voeren in Amerika (1898)
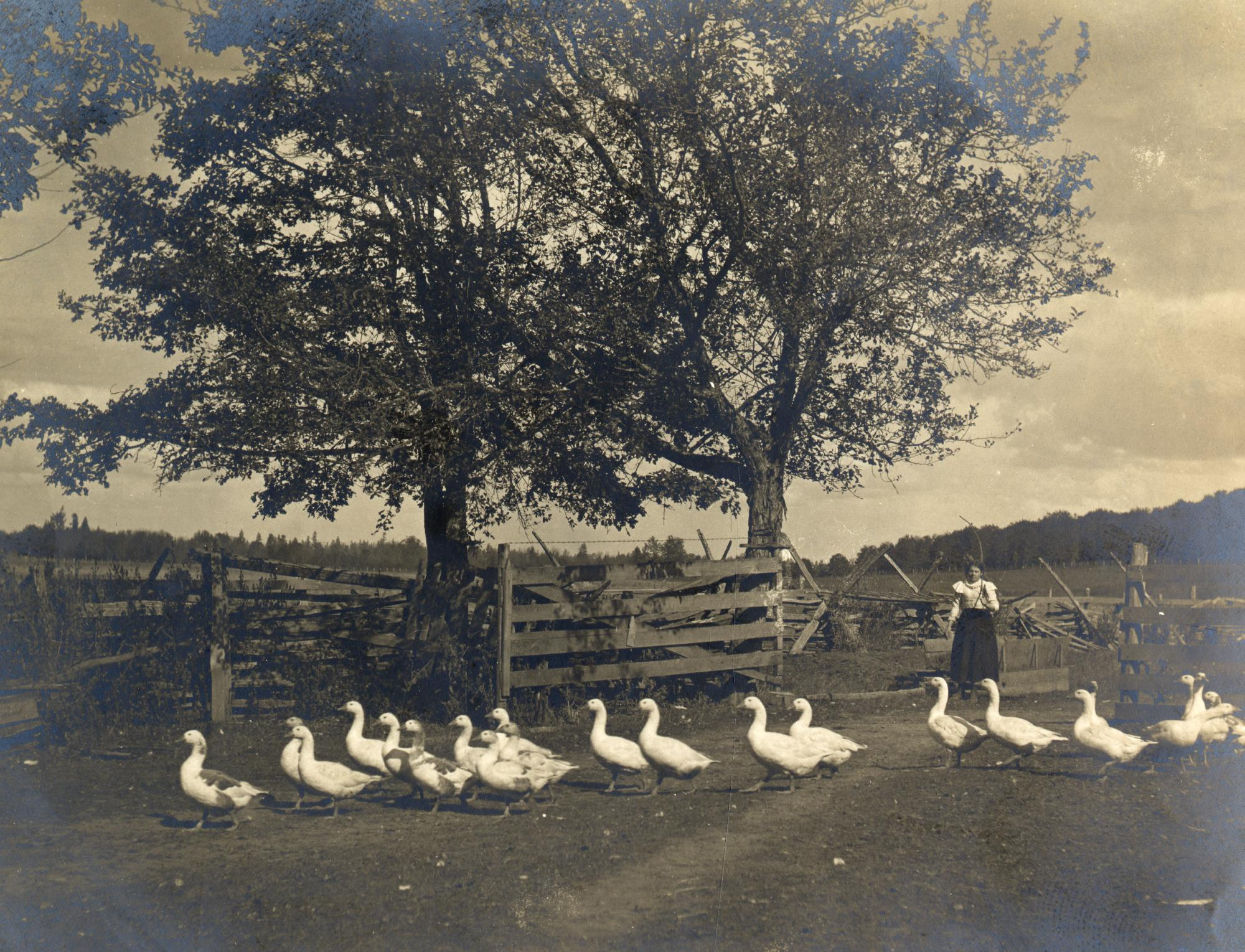
Eenden op een Amerikaanse boerderij (1905)
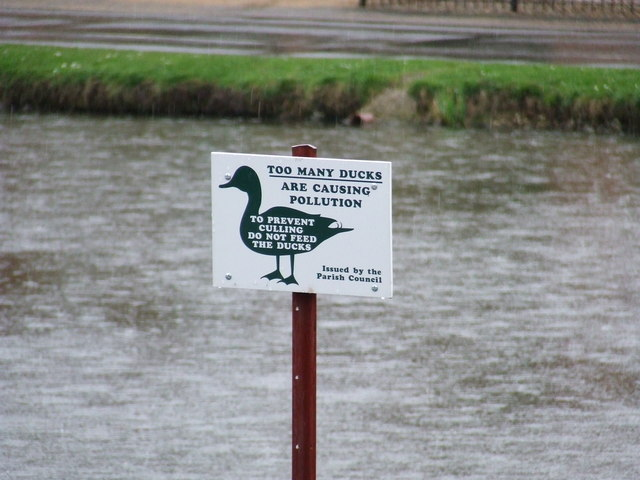
Waarschuwingsbord: Overmaat aan eenden geeft vervuiling. Voer de eenden niet, zodat ze niet afgemaakt hoeven te worden.
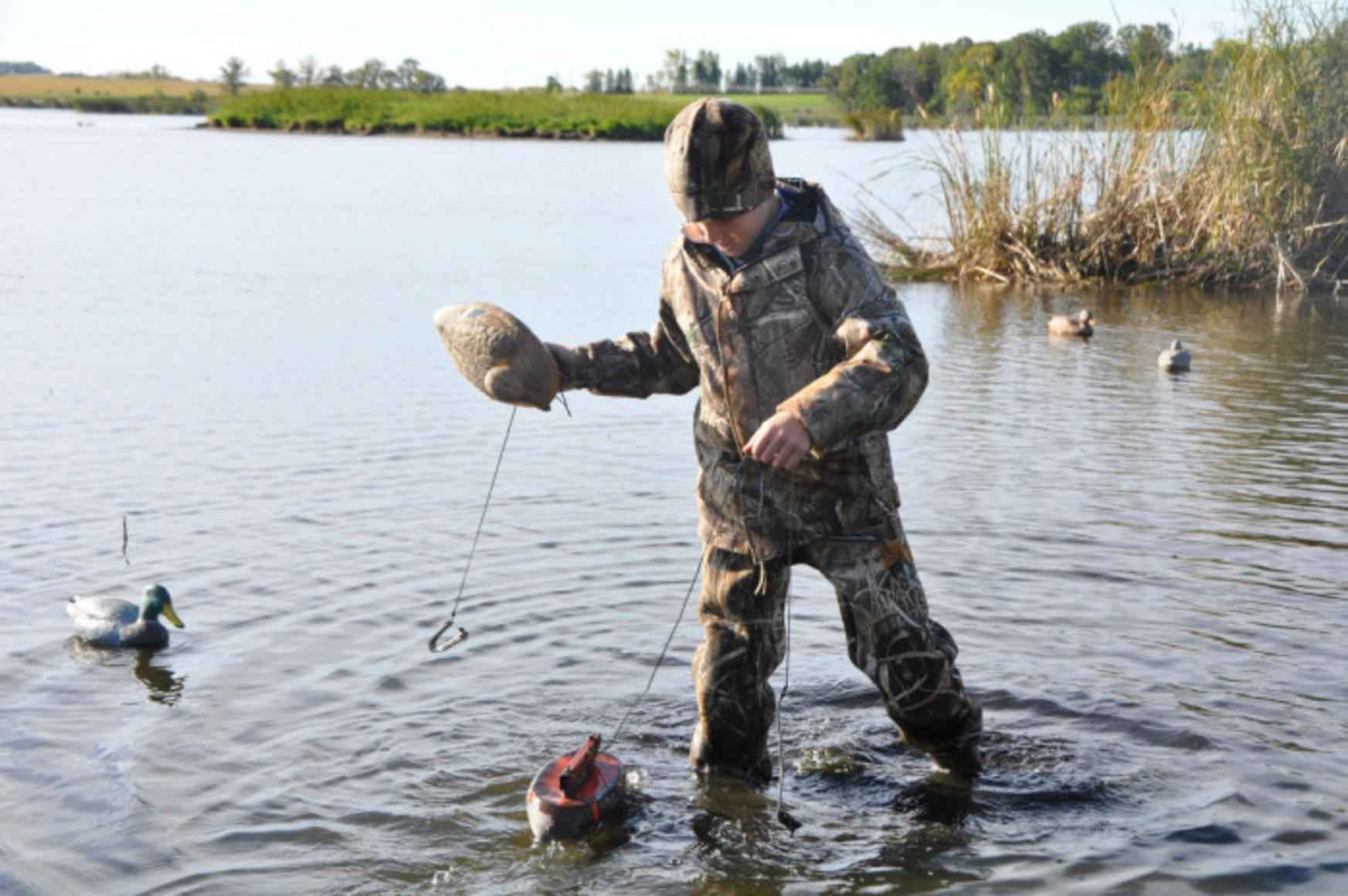
Jongen met houten lokeend voor de eendenjacht

### Taal
Een groep eenden heet wel een toom of een vlucht.

### Verhalen
Eenden hebben een aantal opvallende kenmerken, zoals de waggelende loop en het snaterende gekwaak. Bij het zwemmen is de vrij hoge ligging op het water herkenbaar, evenals het duiken met het achterlijf boven water. Dat heeft aanleiding gegeven tot de eendentest, een humoristische aansporing om zaken niet onnodig ingewikkeld te maken. In fictie, vooral in kinderverhalen komen eenden veel voor, vaak min of meer antropomorf. Voorbeelden:
- Donald Duck, een populair stripfiguur (Disney)
- Het lelijke eendje door Hans Christian Andersen, een eendje, dat zich tot zwaan ontpopt.
- Daffy Duck van Warner Bros
- Alfred Jodocus Kwak van Herman van Veen
- Sonja de eend, uit Peter en de Wolf

Psycholoog Richard Wiseman concludeert in zijn onderzoek naar humor voor LaughLab dat de eend het grappigste dier ter wereld bevonden is, over verschillende culturen heen.

## Afbeeldingen

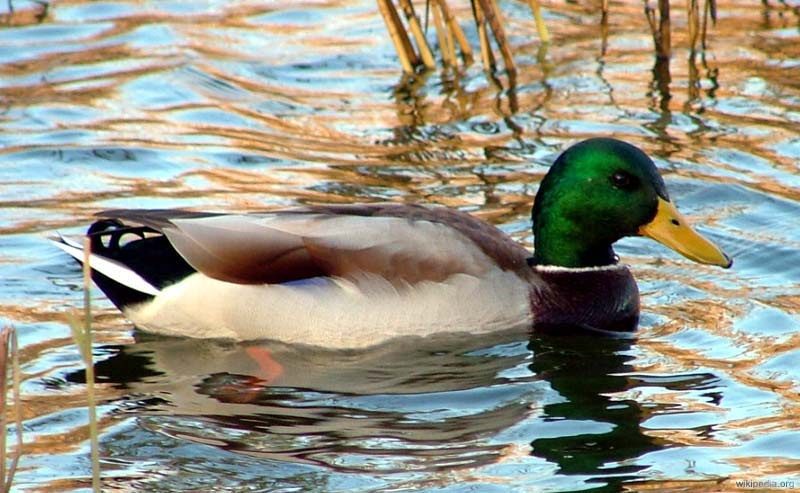
Wilde eend (Anas platyrhynchos)
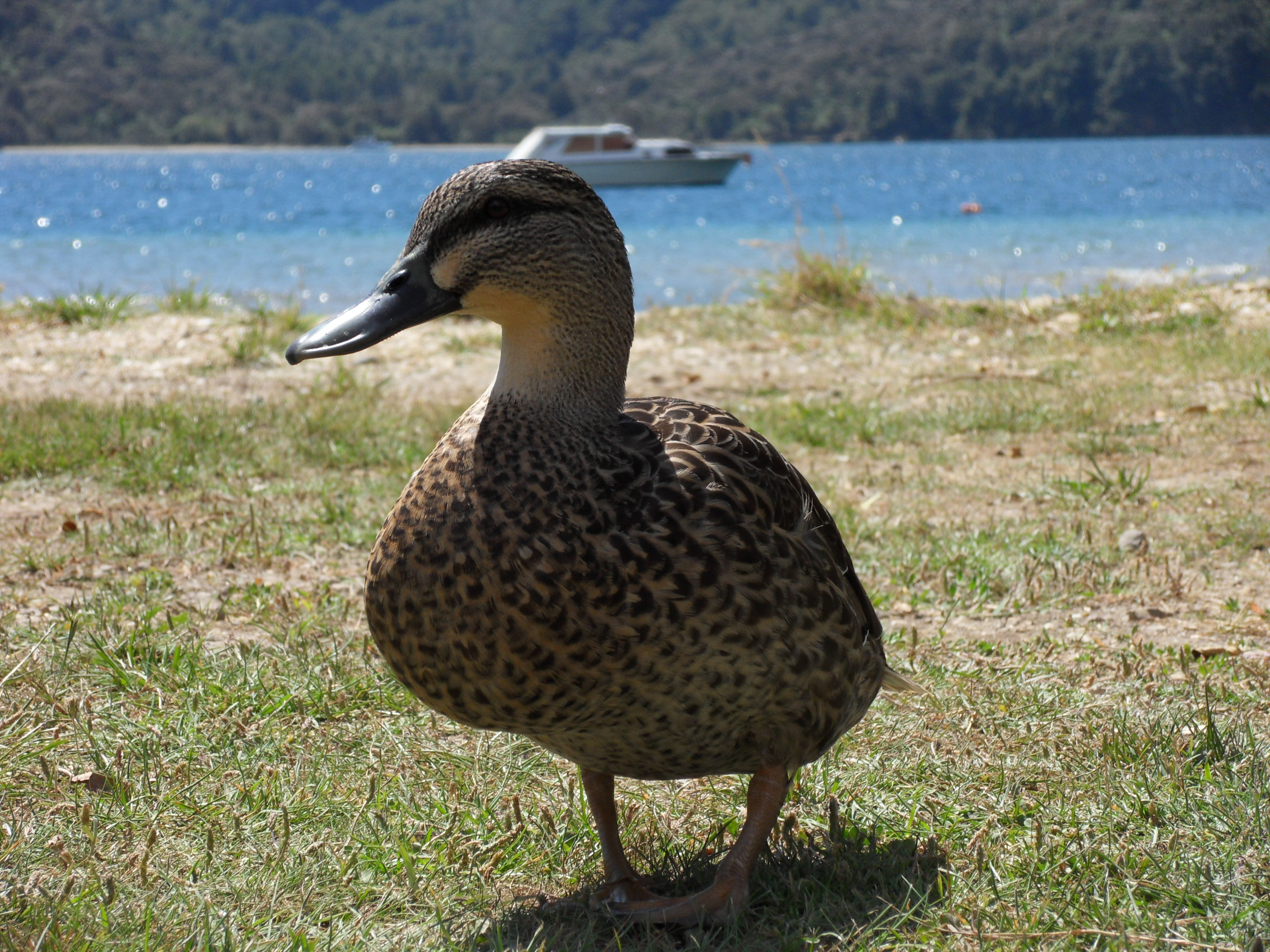
Eend in Nieuw-Zeeland (Anas platyrhynchos × Anas superciliosa)
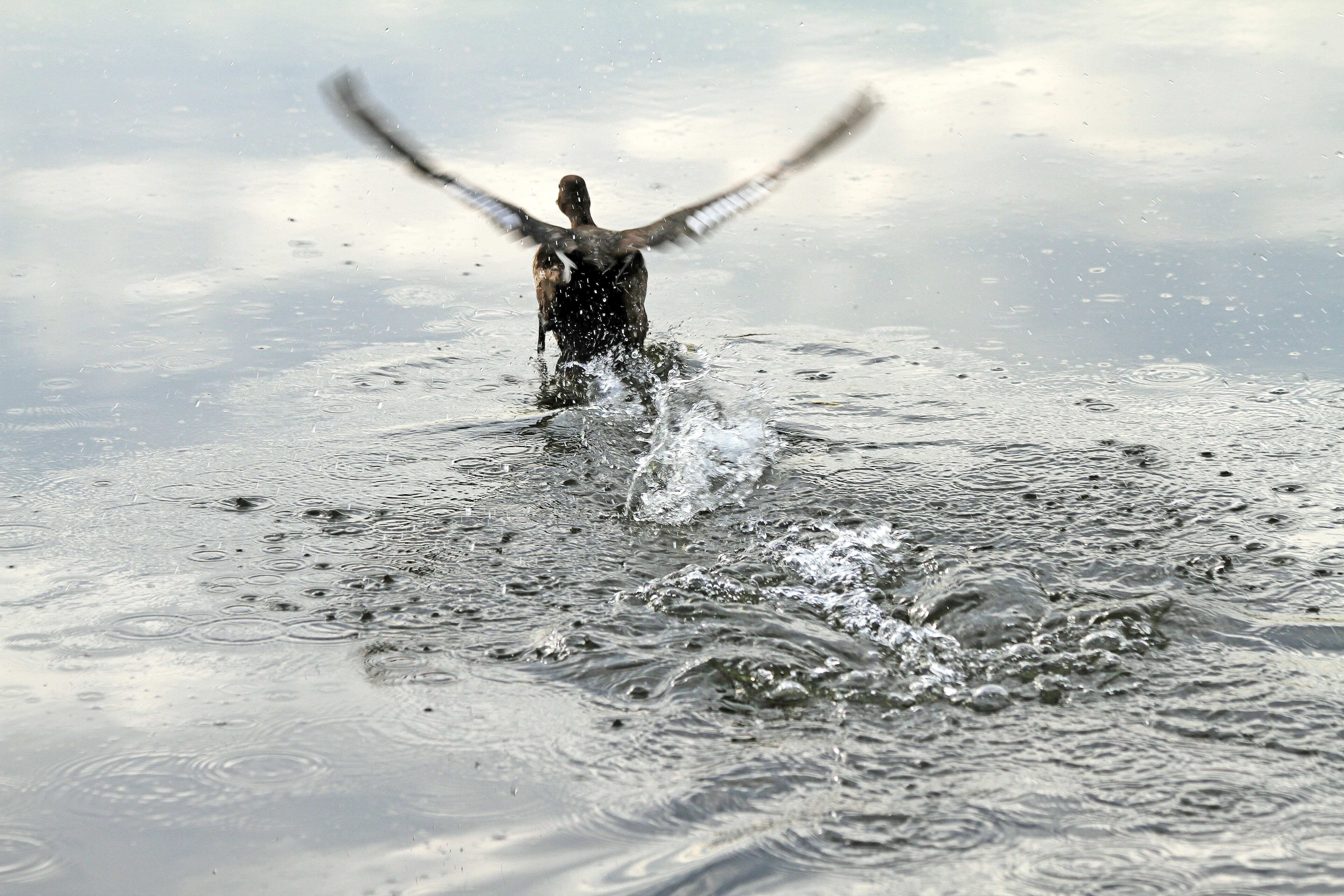
Kuifeend (Aythya fuligula)
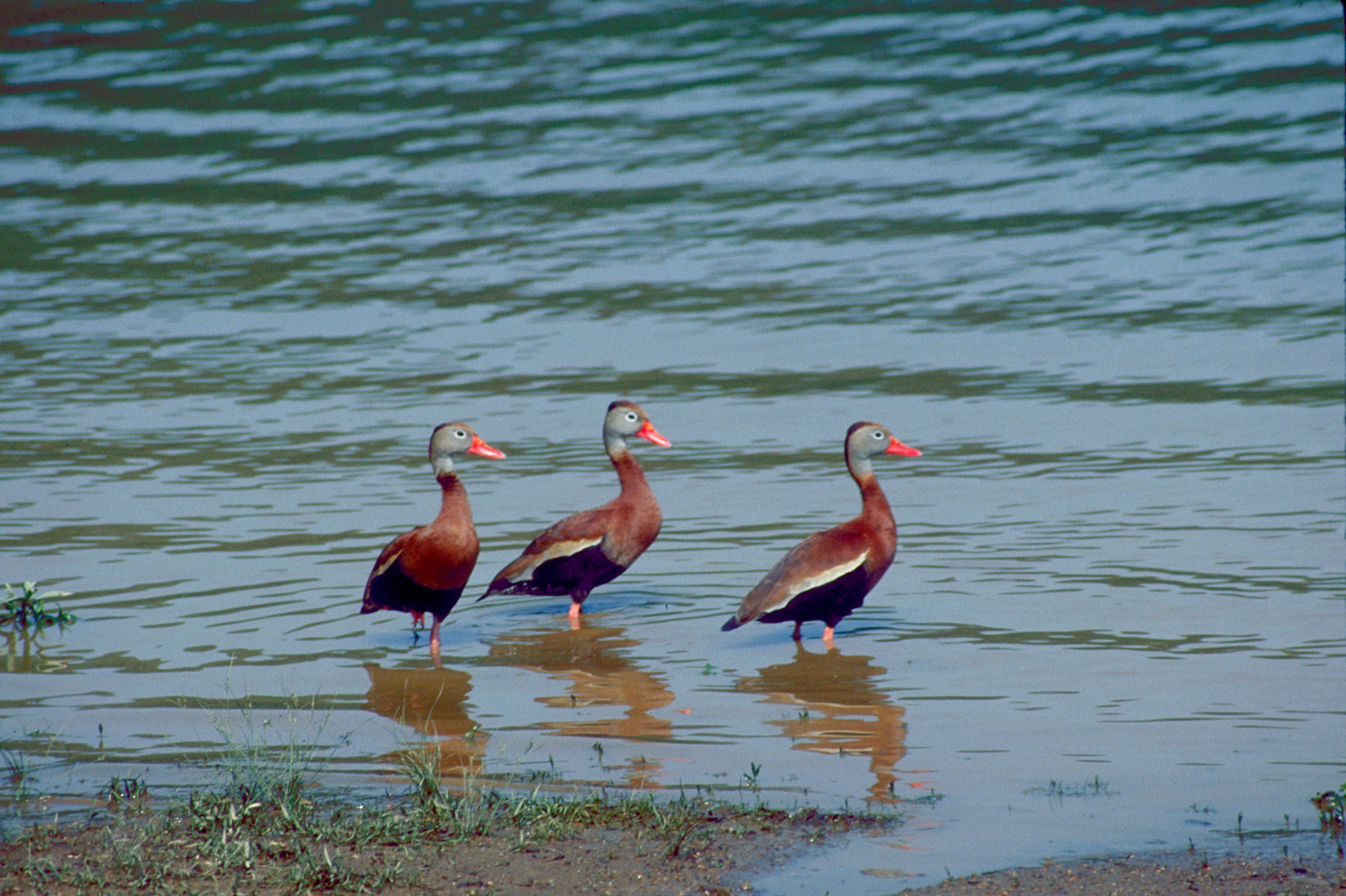
Zwartbuikfluiteend (Dendrocygna autumnalis)
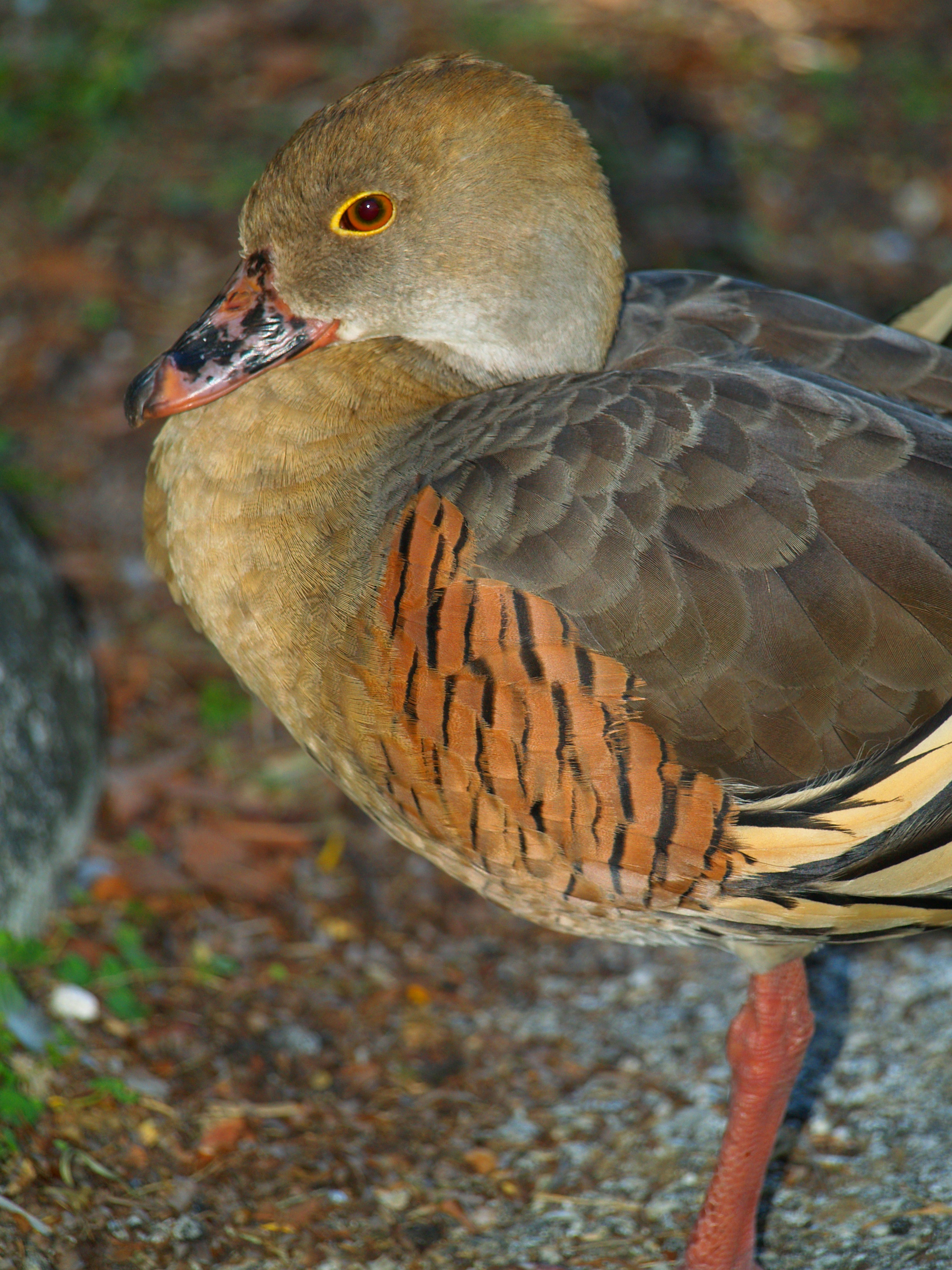
Eytonfluiteend (Dendrocygna eytoni)
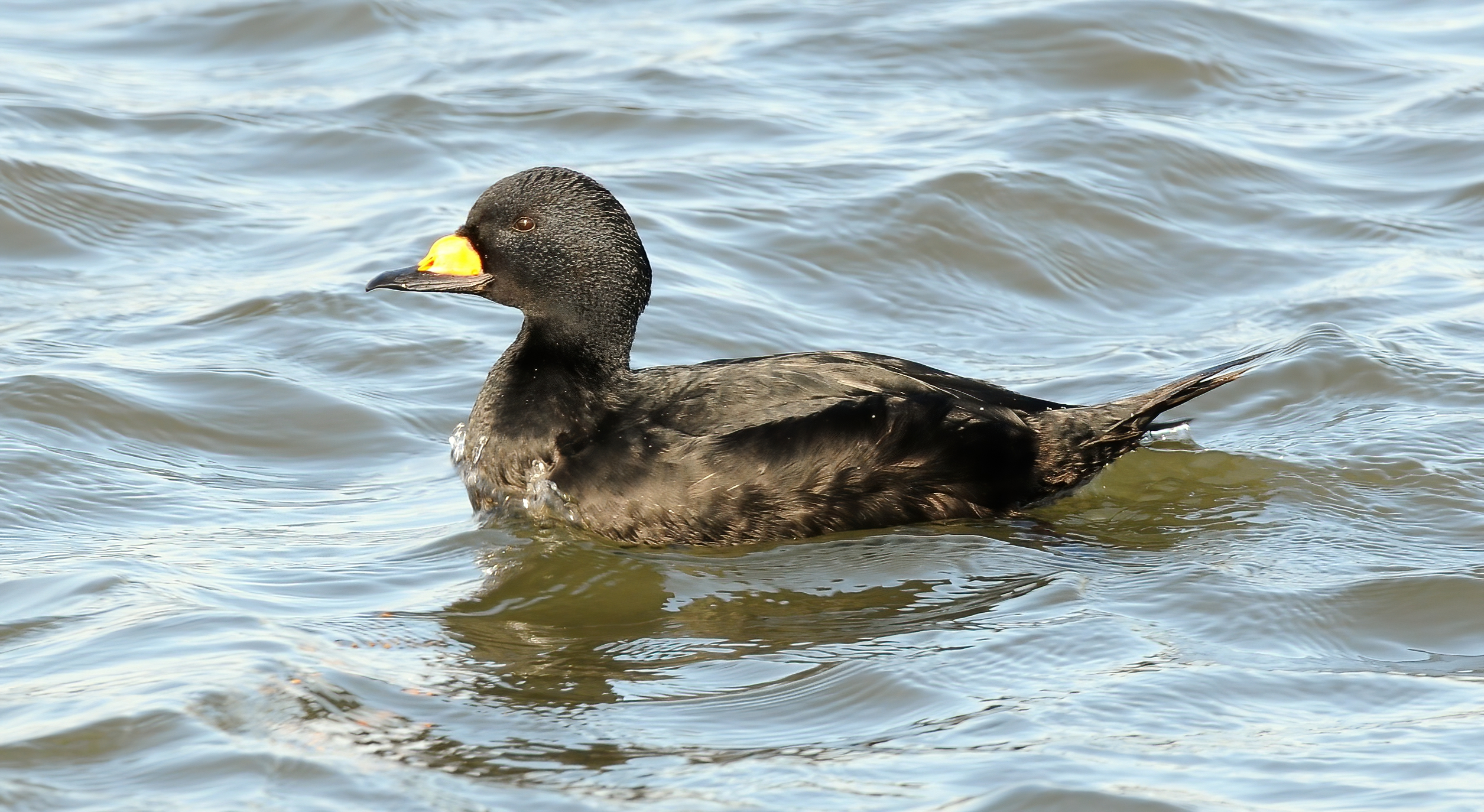
Amerikaanse zee-eend (Melanitta americana)
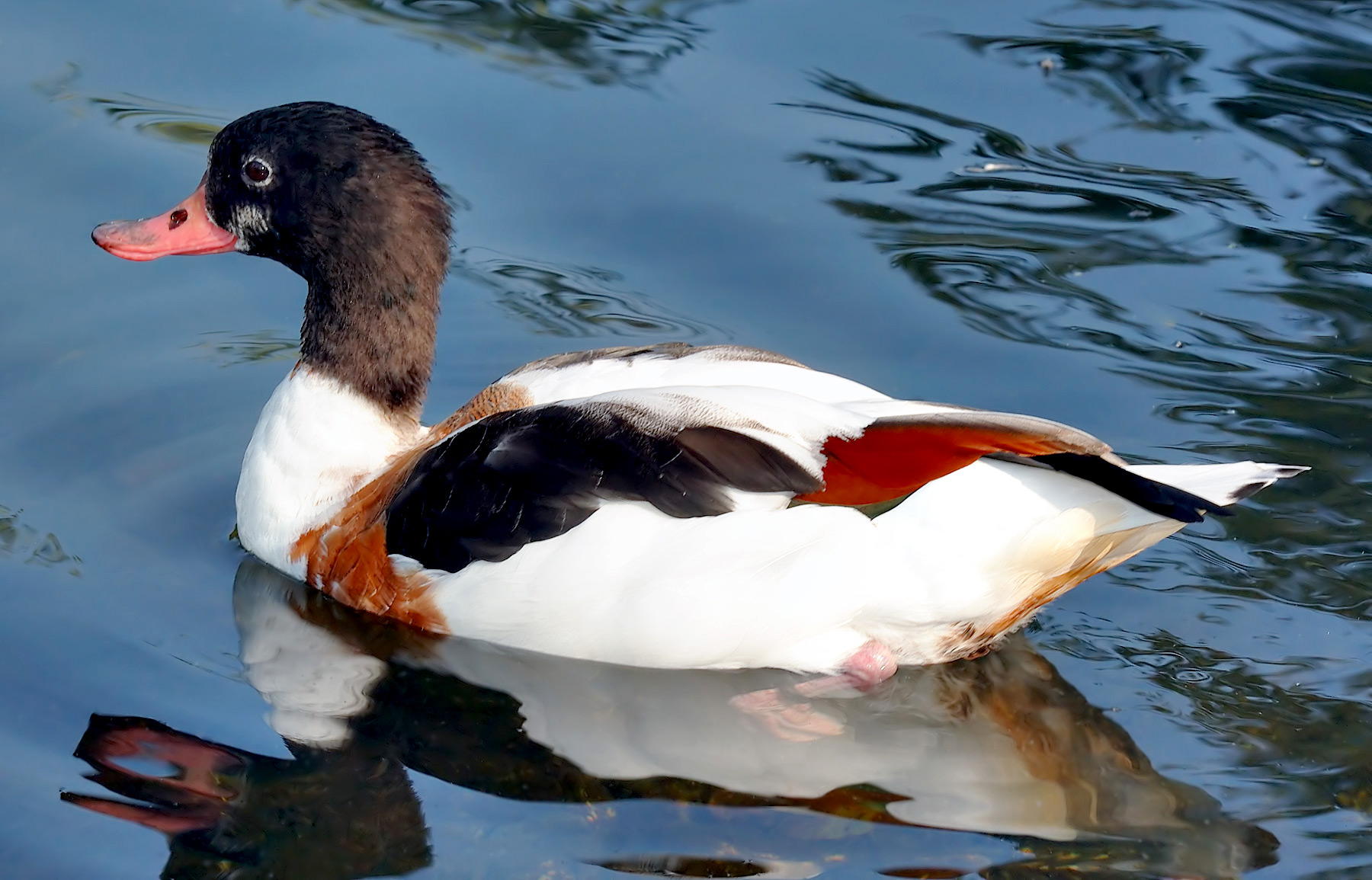
Bergeend (Tadorna tadorna)